# Pentamera populifera
Pentamera populifera is een zeekomkommer uit de familie Phyllophoridae.
De wetenschappelijke naam van de soort werd in 1864 gepubliceerd door William Stimpson.